# Ubagan
L'Ubagan è un fiume del Kazakistan settentrionale (regione di Qostanay), affluente di destra del Tobol nel bacino dell'Irtyš.